# Montaud (Hérault)
Montaud (okzitanisch Montaut) ist eine französische Gemeinde mit 1024 Einwohnern (Stand 1. Januar 2022) im Département Hérault in der Region Okzitanien. Sie gehört zum Arrondissement Montpellier sowie zum Kanton Le Crès. Die Einwohner werden Montaudois genannt. Montaud grenzt im Norden an Saint-Bauzille-de-Montmel, im Osten an Buzignargues, Saint-Hilaire-de-Beauvoir und Saint-Jean-de-Cornies, im Südosten an Saint-Drézéry, im Süden an Castries, im Südwesten an Guzargues und im Westen an Saint-Mathieu-de-Tréviers.

## Bevölkerungsentwicklung
| Bevölkerungsentwicklung | Bevölkerungsentwicklung | Bevölkerungsentwicklung | Bevölkerungsentwicklung | Bevölkerungsentwicklung | Bevölkerungsentwicklung | Bevölkerungsentwicklung | Bevölkerungsentwicklung | Bevölkerungsentwicklung |
| ----------------------- | ----------------------- | ----------------------- | ----------------------- | ----------------------- | ----------------------- | ----------------------- | ----------------------- | ----------------------- |
| Jahr                    | 1968                    | 1975                    | 1982                    | 1990                    | 1999                    | 2006                    | 2017                    |                         |
| Einwohner               | 290                     | 298                     | 413                     | 545                     | 617                     | 819                     | 991                     |                         |